# Lübben (Spreewald)
Lübben (Spreewald) (tiếng Hạ Sorbia: Lubin (Błota)) là một thị xã, thủ phủ huyện Dahme-Spreewald ở vùng Hạ Lusatia của bang Brandenburg, Đức.

## Các phường
- Lübben Stadt (Lower Sorbian: Lubin město)

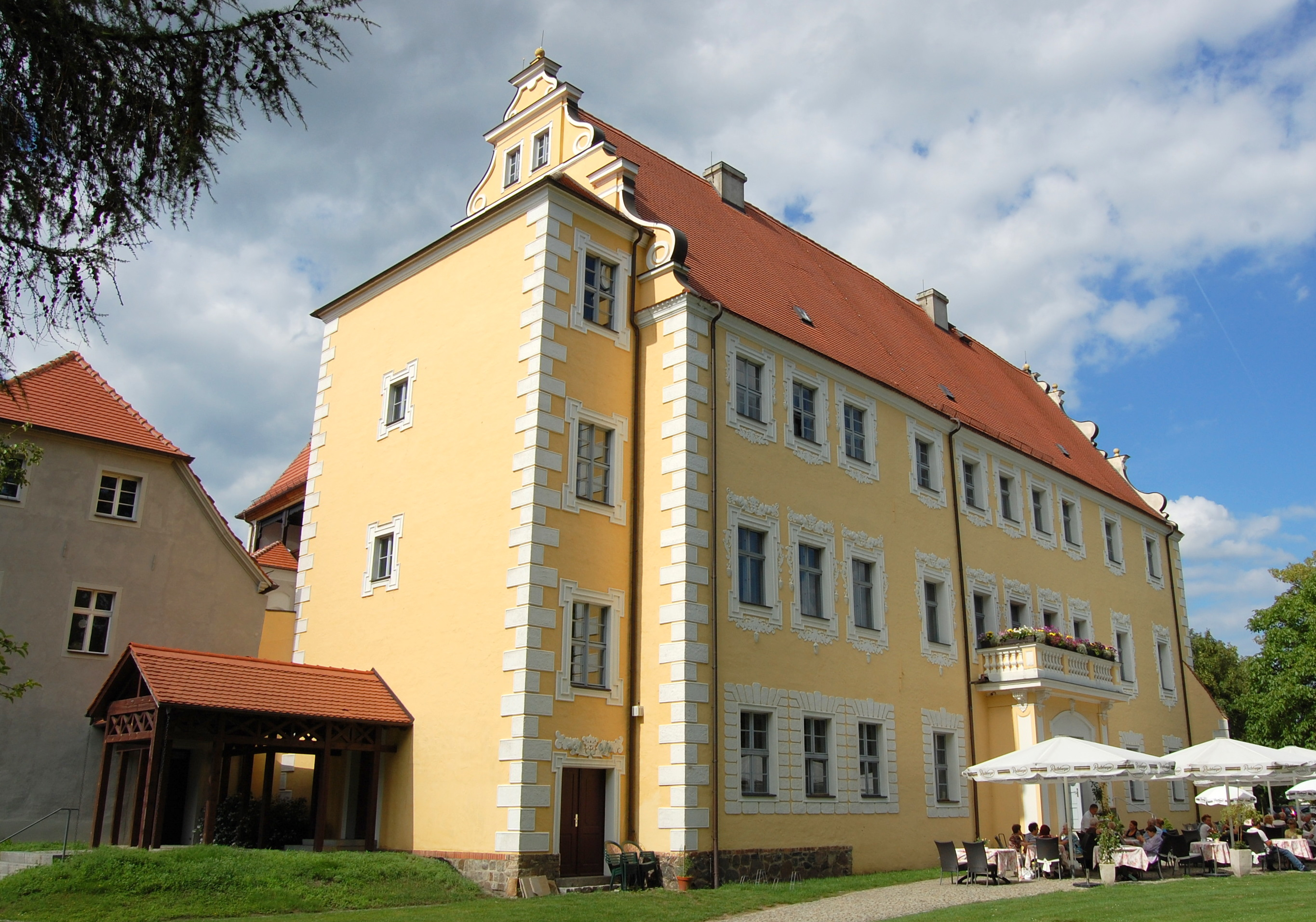
Lâu đài Lübben

- Hartmannsdorf (Hartmanojce)
- Lubolz (Lubolc)
  - Groß Lubolz (Wjelike Lubolce)
  - Klein Lubolz (Małe Lubolce)
- Neuendorf (Nowa Wjas)
- Radensdorf (Radom; Radowašojce)
- Steinkirchen (Kamjena)
- Treppendorf (Ranchow)